# Агрегатор социальных сетей
Агрегатор социальных сетей — это программный продукт или сервис, который собирает информацию из разных социальных сетей, блогов и других ресурсов в один источник. Бывают в онлайн и офлайн исполнении, а также в виде приложений для мобильных устройств.
Идея агрегатора — упростить использование нескольких ресурсов и предоставить дополнительную функциональность как для обыкновенных пользователей, так и для бизнеса.

## Целевая аудитория
Агрегаторы подобного направления рассчитаны на обыкновенного пользователя социальных сетей, который имеет 2 (два) и более аккаунтов.
Также они применяются в бизнес-процессах. Например для целей SMM или социальных медиа, так как предоставляют возможность оперативного размещения информации в нескольких источниках одновременно, отслеживания реакции подписчиков новостных лент и многое другое.

## Принцип работы
В основном, агрегаторы используют REST API социальных сетей, которые, определяют уровень доступа к функциям и ресурсам при использовании данных протоколов. Данная процедура даёт возможность использовать сервисы соцсетей, например, авторизовывать пользователей через их аккаунт в какой-либо из социальных сетей.

## Основные функции
Основные функции, которые предоставляет агрегатор социальных сетей, это: сбор, обработка, группирование, анализ, а также выдача в соответствии с запросом пользователя информации как продукта.